# Teamă de întuneric
Frica de întuneric sau acluofobia este o teamă comună sau o fobie printre copii și, în diferite grade, printre adulți. Teama de întuneric nu se referă întotdeauna la întunericul în sine; poate fi, de asemenea, o teamă de pericole posibile sau imaginate ascunse în/de întuneric. Un anumit grad de teamă de întuneric este natural, mai ales ca o fază a dezvoltării copilului. Majoritatea observatorilor declară că frica de întuneric apare rareori până la 2 ani. Când frica de întuneric ajunge într-o măsură suficient de severă pentru a fi considerată patologică, uneori se numește scotofobie (din σκότος - "întuneric"), ligofobie (din λυγή - "amurg"), nictofobie sau mictofobie.
Unii cercetători, începând cu Sigmund Freud, consideră că teama de întuneric este o manifestare a tulburării de anxietate de separare.
O teorie alternativă a fost adoptată în anii 1960, când oamenii de știință au efectuat experimente pentru a căuta moleculele responsabile cu memoria. Într-un experiment, șobolanii, în mod normal animalele nocturne, erau condiționați să se teamă de întuneric și o substanță numită "scotophobin" se presupune că a fost extrasă din creierul șobolanilor; această substanță a fost declarată responsabilă pentru amintirea acestei temeri. Aceste constatări au fost ulterior dezvăluite.

## Vezi și
- Glosar de psihologie